# Académie de Corse

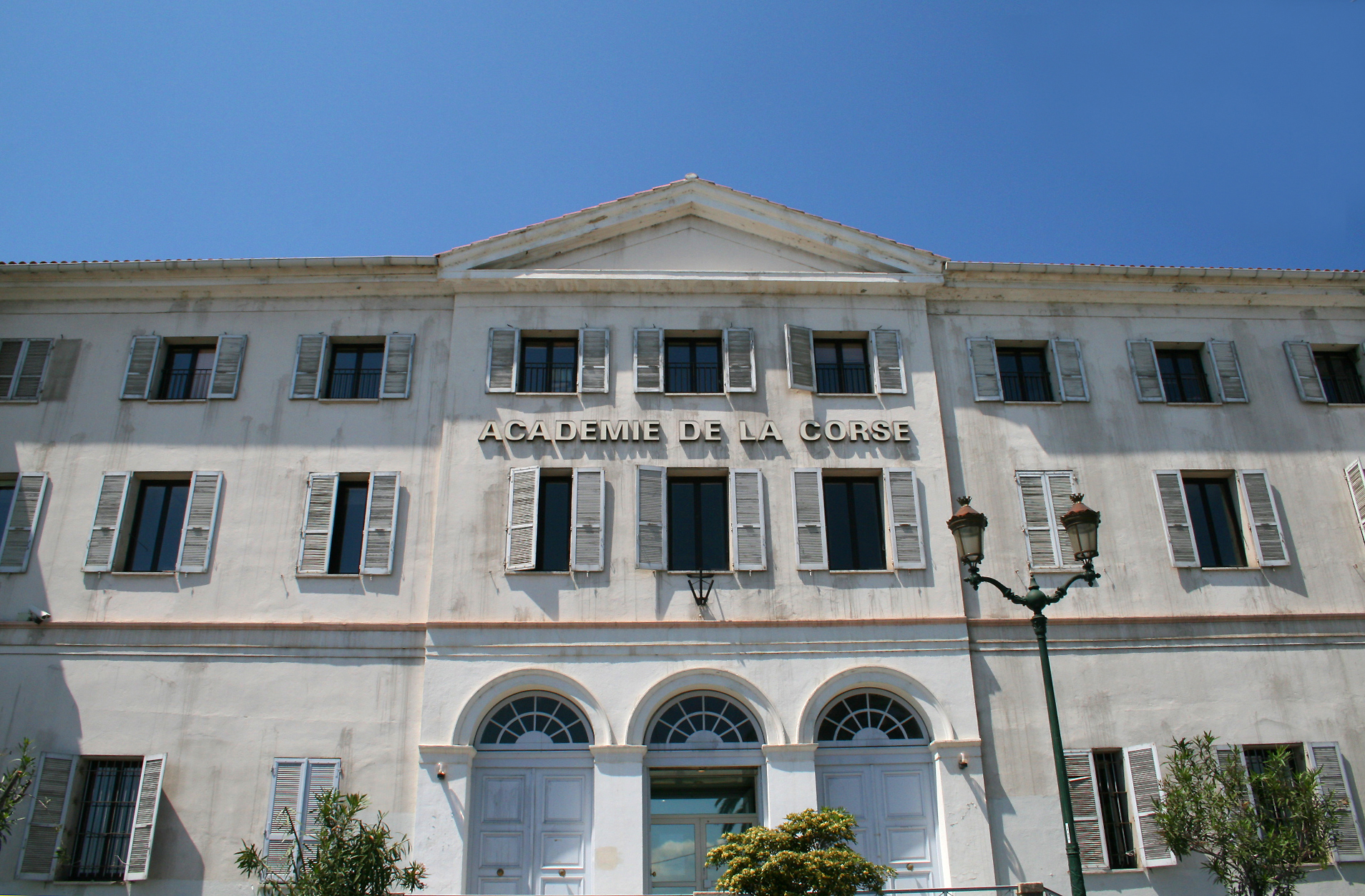
Rectorat de l'académie de Corse.

L'académie de Corse est une circonscription éducative, gérée par un recteur. Elle est basée à Ajaccio.
Elle comprend deux départements, placés chacun sous l'autorité d'un inspecteur d'académie, directeur des services départementaux de l'Éducation nationale (agissant sous l'autorité du Recteur, et exerçant leurs compétences sur l'enseignement primaire et secondaire :
- Haute-Corse
- Corse-du-Sud

Le Recteur de l'Académie est chancelier de l'université de Corse Pascal-Paoli.

## Recteur d'académie
- Rémi Decout-Paolini  (depuis 2024)

Anciens recteurs de l'académie :
- Jean-Philippe Agresti (2021-2024)
- Julie Benetti (2018-2022)
- Philippe Lacombe, professeur de sociologie
- Michel Barat, professeur de philosophie
- Gilles Prado, professeur de chimie (2006-2008)
- Paul Canioni, professeur de biologie
- Jacques Pantaloni, professeur de physique
- Michel Bornancin, professeur de biologie
- Marc Debène, professeur de droit public
- Jean-François Botrel, professeur d'espagnol
- Georges Lescuyer, professeur de droit public
- M. Verlacque, professeur de géographie
- Antoine Ottavi, professeur d'italien
- Pierre Ferrari, professeur de droit public.